# Eric Holcomb
Eric Joseph Holcomb (Indianapolis, 2 de maio de 1968) é um político e ex-marinheiro americano. Filiado ao Partido Republicano, foi o 51.º governador do estado de Indiana (2017-2025). Anteriormente foi nomeado vice-goverandor do estado após a renúncia da titular Sue Ellspermann e antes disso tinha presidido a seção do Partido Republicano na Indiana.
Nasceu na cidade de Indianápolis, no estado de Indiana no dia 2 de maio de 1968, Holcomb após terminar o Ensino médio, entrou para a Universidade Hanover, em Hanover, Indiana, porém depois de algum tempo, trancou o curso e se alistou na Marinha dos Estados Unidos em 1990, aos 22 anos, serviu à Marinha por seis anos, trabalhando na Flórida e em Portugal. Em 1996, aposentou-se da Marinha, e em 1997 tornou-se assistente parlamentar do representante John Hostettler, com quem trabalhou por três anos. Em 2000, tentou eleger-se deputado estadual, mas não conseguiu ser eleito. Entre 2003 e 2011 foi conselheiro do Governador Mitch Daniels. No final de 2015, anunciou sua candidatura ao Senado, mas desistiu da corrida em Fevereiro de 2016. Após a renúncia da vice-governadora Sue Ellspermann, o então Governador Mike Pence o nomeou para o cargo de vice-governador, e tomando posse do cargo a 3 de março de 2016. Após a nomeação de Pence como companheiro de chapa de Donald Trump, Holcomb anunciou sua candidatura para Governador de Indiana, no dia 8 de novembro de 2016 foi eleito Governador de Indiana com 51,4% dos votos, derrotando seu rival democrata John R. Gregg, que ficou com 45,4% dos votos, tomou posse no dia 9 de janeiro de 2017 e atualmente ocupa o cargo de Governador do Estado de Indiana. 